# Nguyễn Xuân Kiên
Nguyễn Xuân Kiên (sinh năm 1964) là Phó Giáo sư - Tiến sĩ, Bác sĩ, tướng lĩnh Quân đội nhân dân Việt Nam, quân hàm Trung tướng. Ông từng giữ các chức vụ như Cục trưởng Cục Quân y, Giám đốc Học viện Quân y, Phó bí thư Đảng ủy.

## Sự nghiệp
Tháng 12 năm 2019, ông giữ chức vị Chủ tịch Ban Giám đốc Quân y ASEAN năm 2020.
Tháng 5 năm 2018, ông được thăng chức từ Phó Cục trưởng được lên Cục trưởng Cục Quân y.
Tháng 5 năm 2022, Nguyễn Xuân Kiên thôi giữ chức vụ Cục trưởng Cục Quân y và được bổ nhiệm giữ chức vụ Giám đốc Học viện Quân y thay thế trung tướng Đỗ Quyết vì bị kỷ luật.
Tháng 10 năm 2024, ông thôi chức vụ Giám đốc Học viện Quân y để chuẩn bị nghỉ hưu.

## Lịch sử thụ phong
| Năm thụ phong |  | 2023        |
| ------------- |  | ----------- |
| Cấp bậc       |  |             |
| Danh Xưng     |  | Trung tướng |

## Khen thưởng
- Thầy thuốc ưu tú[9]
- 2024: Huy hiệu 40 năm tuổi Đảng[2]

## Bài viết
- Công tác tham mưu chiến lược trong chỉ đạo, hướng dẫn chuyên môn quân y cho các lực lượng tham gia hoạt động GGHB LHQ trong Quân đội